# Демітріус Джонсон
Демі́тріус Джо́нсон (англ. Demetrious Johnson; нар. 13 серпня 1986, Медісонвіль, Кентуккі, США) — американський спортсмен, спеціаліст зі змішаних бойових мистецтв. Чемпіон світу зі змішаних бойових мистецтв у найлегшій ваговій категорії за версією UFC (з 2012 року).

## Біографія
Демітріус Джонсон народився 13 серпня 1986 року у місті Медісонвіль (Кентуккі, США), дитинство і юність провів у штаті Вашингтон. У шкільні роки займався боротьбою і легкою атлетикою, успішно виступав на змаганнях регіонального рівня.

### Кар'єра у змішаних бойових мистецтвах
В середині 2000-х років Джонсон почав вивчення бійцівської техніки змішаних єдиноборств. У 2006 році спробував свої сили у аматорських змаганнях, а з 2007 року перейшов у професіонали.
Провівши серію боїв у нижчий лізі, і здобувши особистий рекорд 10-0-0, Джонсон підписав угоду з чемпіонатом WEC, де у дебютному поєдинку вперше програв (за рішенням суддів) досвідченому ветерану Бреду Пікетту. По цьому Джонсон здобув дві перемоги, і був переведений у чемпіонат UFC (чемпіонати були об'єднані новим власником). В UFC Демітріус здобув дві важливі перемоги: над екс-чемпіонами Норіфумі Ямамото та Мігелем Торресом. Такі здобутки вивели Демітріуса Джонсона у ранг претендента на титул чемпіона. Титульний поєдинок пройшов 1 жовтня 2011 року. Діючий чемпіон світу Домінік Крус цілком перевершив Джонсона, будучи не лише технічно кращим, а й значно більшим фізично. Керівництво UFC ухвалило рішення створити новий ваговий дивізіон: найлегший, до 57 кг.
Протягом 2012 року, у кілька етапів було проведено турнір у новій ваговій категорії, з метою визначення чемпіона світу. Учасниками турніру стали найлегші бійці попередньої вагової категорії, що мали найкращі спортивні результати, а також до участі були запрошені зірки інших чемпіонатів, де вже існувала нова для UFC вага. Демітріус Джонсон провів три поєдинки в рамках турніру: у перших двох боях він здобув нічию та перемогу над чемпіоном ліги TPF Іеном МакКоллом, у другому переміг екс-претендента на титул UFC та WEC Джозефа Бенавідеса. Здобувши вакантний титул чемпіона світу, Джонсон захистив його на початку 2013 року у поєдинку проти переможця «Абсолютного бійця» Джона Додсона, а влітку захистив титул вдруге, підкоривши Джона Мораґу. За ці два виступи був нагороджений преміями «Бій вечора» та «Підкорення вечора» відповідно. Наприкінці року чемпіон утретє захистив титул, у матчі-реванші з Джозефом Бенавідесом, і цього разу Джонсон здобув дострокову перемогу, нокаутувавши Бенавідеса у першому раунді. Джонсон був удостоєний «Нокаута вечора».

### Цікаві факти
- Прізвисько Джонсона, — «Могутня миша», — це посилання на однойменний персонаж популярного у середині XX ст. мультсеріалу («Mighty Mouse», 1942—1961 роки).

## Статистика в змішаних бойових мистецтвах
| Результат | Противник        | Вага     | Спосіб                               | Раунд | Час  | Дата              | Місце             | Подія                    | Примітки                                                                                               |
| --------- | ---------------- | -------- | ------------------------------------ | ----- | ---- | ----------------- | ----------------- | ------------------------ | --- |
| Перемога  | Джозеф Бенавідес | 52-57 кг | Нокаут (удар кулаком)                | 1     | 2:08 | 14 грудня 2013    | Сакраменто, США   | «UFC on Fox 9»           | Захистив титул чемпіона світу у найлегшій ваговій категорії. Нагороджений премією «Нокаут вечора».     |
| Перемога  | Джон Мораґа      | 52-57 кг | Підкорення (больовий прийом на руку) | 5     | 3:43 | 27 липня 2013     | Сієтл, США        | «UFC on Fox 8»           | Захистив титул чемпіона світу у найлегшій ваговій категорії. Нагороджений премією «Підкорення вечора». |
| Перемога  | Джон Додсон      | 52-57 кг | Рішення суддів (одностайне)          | 5     | 5:00 | 26 січня 2013     | Чикаго, США       | «UFC on Fox 6»           | Захистив титул чемпіона світу у найлегшій ваговій категорії. Нагороджений премією «Бій вечора».        |
| Перемога  | Джозеф Бенавідес | 52-57 кг | Рішення суддів (роздільне)           | 5     | 5:00 | 22 вересня 2012   | Торонто, Канада   | «UFC 152»                | Виграв титул чемпіона світу у найлегшій ваговій категорії.                                             |
| Перемога  | Іен МакКолл      | 52-57 кг | Рішення суддів (одностайне)          | 3     | 5:00 | 8 червня 2012     | Санрайз, США      | «UFC on FX 3»            | |
| Нічия     | Іен МакКолл      | 52-57 кг | Рішення суддів (переважне)           | 3     | 5:00 | 3 березня 2012    | Сідней, Австралія | «UFC on FX 2»            | Нагороджений премією «Бій вечора».                                                                     |
| Поразка   | Домінік Крус     | 57-61 кг | Рішення суддів (одностайне)          | 5     | 5:00 | 1 жовтня 2011     | Вашингтон, США    | «UFC on Versus 6»        | Бій за титул чемпіона світу у легшій ваговій категорії.                                                |
| Перемога  | Мігель Торрес    | 57-61 кг | Рішення суддів (одностайне)          | 3     | 5:00 | 28 травня 2011    | Лас-Вегас, США    | «UFC 130»                | |
| Перемога  | Норіфумі Ямамото | 57-61 кг | Рішення суддів (одностайне)          | 3     | 5:00 | 5 лютого 2011     | Лас-Вегас, США    | «UFC 126»                | |
| Перемога  | Дамасіо Пейдж    | 57-61 кг | Підкорення (задушення руками)        | 3     | 2:27 | 11 листопада 2010 | Лас-Вегас, США    | «WEC 52»                 | |
| Перемога  | Нік Пейс         | 57-61 кг | Рішення суддів (одностайне)          | 3     | 5:00 | 30 вересня 2010   | Брумфілд, США     | «WEC 51»                 | |
| Поразка   | Бред Пікетт      | 57-61 кг | Рішення суддів (одностайне)          | 3     | 5:00 | 24 квітня 2010    | Сакраменто, США   | «WEC 48»                 | |
| Перемога  | Джессі Брок      | 57-61 кг | Нокаут (удар ногою)                  | 1     | 1:06 | 10 лютого 2010    | Анкоридж, США     | «AFC 68»                 | |
| Перемога  | Френк Мендес     | 57-61 кг | Підкорення (задушення руками)        | 1     | 4:38 | 15 серпня 2009    | Еверетт, США      | «KOTC: Thunderstruck»    | |
| Перемога  | Луїс Контрерас   | 57-61 кг | Підкорення (задушення руками)        | 1     |      | 27 червня 2009    | Шорлайн, США      | «Genesis: Rise of Kings» | |
| Перемога  | Форрест Сібурн   | 57-61 кг | Підкорення (задушення руками)        | 1     |      | 6 грудня 2008     | Белв'ю, США       | «Genesis: Cold War»      | |
| Перемога  | Хосе Ґарза       | 57-61 кг | Підкорення (больовий прийом на руку) | 2     | 1:56 | 16 серпня 2008    | Лінвуд, США       | «AXFC 22»                | |
| Перемога  | Луїс Контрерас   | 57-61 кг | Підкорення (больовий прийом на руку) | 1     |      | 29 березня 2008   | Тамвотер, США     | «NFC 6»                  | |
| Перемога  | Ерік Альварес    | 57-61 кг | Рішення суддів (одностайне)          | 3     | 5:00 | 8 березня 2008    | Лінвуд, США       | «AXFC 20»                | |
| Перемога  | Джефф Буржуа     | 57-61 кг | Рішення суддів (одностайне)          | 3     | 5:00 | 22 вересня 2007   | Лінвуд, США       | «AXFC 18»                | |
| Перемога  | Педро Меркадо    | 57-61 кг | Технічний нокаут (удари кулаками)    | 1     | 1:25 | 14 липня 2007     | Портервіль, США   | «KOTC: No Holds Barred»  | |
| Перемога  | Брендон Фідс     | 57-61 кг | Нокаут (удар кулаком)                | 1     | 0:17 | 28 квітня 2007    | Еверетт, США      | «AXFC 16»                | |